# 佩列尼亞京
50°5′44″N 25°22′4″E / 50.09556°N 25.36778°E
佩列尼亞京（烏克蘭語：Перенятин），是烏克蘭西北部的村莊，隸屬里夫內州的杜布諾區。該村始建於1545年，面積0.78平方公里，海拔高度245米，2001年人口351，人口密度每平方公里451.2人。